# Radoszyn (województwo lubuskie)
Radoszyn (niem. Rentschen) – wieś w Polsce, położona w województwie lubuskim, w powiecie świebodzińskim, w gminie Skąpe.
W latach 1975–1998 miejscowość administracyjnie należała do województwa zielonogórskiego.

## Zabytki
Do wojewódzkiego rejestru zabytków wpisane są:
- kościół rzymskokatolicki filialny pod wezwaniem św. Jadwigi, późnogotycki z końca XV wieku
- dom nr 52, z XVIII wieku/XIX wieku

inne zabytki:
- kościół ewangelicki z 1802 roku, opuszczony od 1945 roku[4].